# Mongondow
Mongondow (oder Bolaang Mongondow) ist eine im Bezirk Bolaang Mongondow in Nordsulawesi gesprochene Sprache. Sie gehört zu den philippinischen Sprachen der malayo-polynesischen Sprachen innerhalb der austronesischen Sprachen.